# Leptataspis ornata
Leptataspis ornata är en insektsart som beskrevs av Victor Lallemand 1939. Leptataspis ornata ingår i släktet Leptataspis och familjen spottstritar. Inga underarter finns listade i Catalogue of Life.